# Ситников Віталій Сергійович
Віталій Сергійович Ситников (рос. Виталий Сергеевич Ситников; 20 жовтня 1981, м. Нижній Тагіл, СРСР) — російський хокеїст, нападник.
Вихованець хокейної школи «Супутник» (Нижній Тагіл). Виступав за «Супутник» (Нижній Тагіл), ХК МВД (Московська обл.), «Автомобіліст» (Єкатеринбург), «Югра» (Ханти-Мансійськ), «Сєвєрсталь» (Череповець), «Сариарка», «07 Детва», «Сахалін» (Южно-Сахалінськ).